# Salaunes
Salaunes – miejscowość i gmina we Francji, w regionie Nowa Akwitania, w departamencie Żyronda.
Według danych na rok 1990 gminę zamieszkiwało 561 osób, a gęstość zaludnienia wynosiła 13 osób/km² (wśród 2290 gmin Akwitanii Salaunes plasuje się na 669. miejscu pod względem liczby ludności, natomiast pod względem powierzchni na miejscu 156.).